# Mugdock and Craigmaddie Reservoir
Mugdock und Craigmaddie Reservoir sind zwei zusammengehörige Stauseen am Nordrand der schottischen Stadt Milngavie in der Council Area East Dunbartonshire. 1971 wurden die Seen als Ensemble in die schottischen Denkmallisten in der Kategorie B aufgenommen. Die Hochstufung in die höchste Kategorie A erfolgte 2008.

## Seen
Die Seen grenzen direkt an Milngavie an und sind nur durch einen schmalen Damm voneinander getrennt. Bei maximaler Befüllung besitzt das Mugdock Reservoir eine Oberfläche von etwa 0,25 km2, das Craigmaddie Reservoir von 0,36 km2. Sie vermögen rund 5.637.000 m3 Wasser aufzunehmen, wovon 2.455.000 m3 auf das Mugdock und 3.182.000 m3 entfallen. Die Seen sind maximal 15 beziehungsweise 13 m tief. Neben Loch Katrine gehören die beiden Stauseen zu einem System von Wasserreservoirs zur Versorgung der Großstadt Glasgow.

## Bauwerk
Mit dem Bau des Mugdock Reservoirs wurde 1855 begonnen. Für die Planung zeichnet der englische Ingenieur John Frederick Bateman verantwortlich. Die Begrenzungswälle bestehen aus Ton mit Bruchstein. Nach Abschluss der Arbeiten 1859 lieferte der aus Loch Katrine gespeiste See über ein Schleusensystem erstmals Wasser in die Leitung nach Glasgow.
Der Bedarf eines weiteren Stausees wurde erstmals 1880 geäußert. Nachdem zunächst vorbereitenden Arbeiten in der Umgebung ausgeführt wurden, wurde der Bau des Craigmaddie Reservoirs 1886 begonnen. Die Arbeiten erwiesen sich als deutlich schwieriger als angenommen, weshalb das ausführende Unternehmen den Bau abbrach. Erst das dritte Bauunternehmen konnte 1896 den Stausee fertigstellen. Die Gesamtkosten beliefen sich auf 337.000 £.